# De Pue, Illinois
De Pue là một làng thuộc quận Bureau, tiểu bang Illinois, Hoa Kỳ. Năm 2010, dân số của làng này là 1838 người.

## Dân số
Dân số qua các năm:
- Năm 2000: 1842 người.
- Năm 2010: 1838 người.